# Cassida antoni
Cassida antoni es un coleóptero de la familia Chrysomelidae.
Fue descrita científicamente por primera vez en 1997 por Borowiec & Swietojanska.